# Mario Mandžukić
Mario Mandžukić (mâːrio mǎndʒukitɕ;; Slavonski Brod, 21 maggio 1986) è un ex calciatore croato, di ruolo attaccante.
In carriera si è aggiudicato, a livello nazionale, tre campionati croati (dal 2007-08 al 2009-10), due Coppe di Croazia (2007-08 e 2008-09) e quattro Supercoppe di Croazia (dal 2007 al 2010) con la Dinamo Zagabria, due campionati tedeschi (2012-13 e 2013-14), due Coppe di Germania (2012-13 e 2013-14) e una Supercoppa di Germania (2012) con il Bayern Monaco, una Supercoppa di Spagna (2014) con l'Atlético Madrid, quattro campionati italiani (dal 2015-16 al 2018-19), tre Coppe Italia (dal 2015-16 al 2017-18) e due Supercoppe italiane (2015 e 2018) con la Juventus, mentre a livello internazionale vanta la vittoria di una UEFA Champions League (2012-13), una Supercoppa UEFA (2013) e una Coppa del mondo per club FIFA (2013) con il Bayern Monaco.
Dopo avere partecipato con la nazionale croata ai campionati europei di Polonia-Ucraina 2012 e Francia 2016 e al campionato del mondo di Brasile 2014, è stato vicecampione del mondo a Russia 2018.
Considerato uno dei migliori attaccanti della sua generazione, a livello individuale è stato eletto miglior giocatore del campionato croato nel 2009, nonché calciatore croato dell'anno dalla rivista Večernji list nel 2012 e nel 2013. Si è inoltre laureato capocannoniere del campionato croato 2008-09 e del campionato d'Europa 2012 (in quest'ultimo caso a pari merito con cinque giocatori).

## Biografia

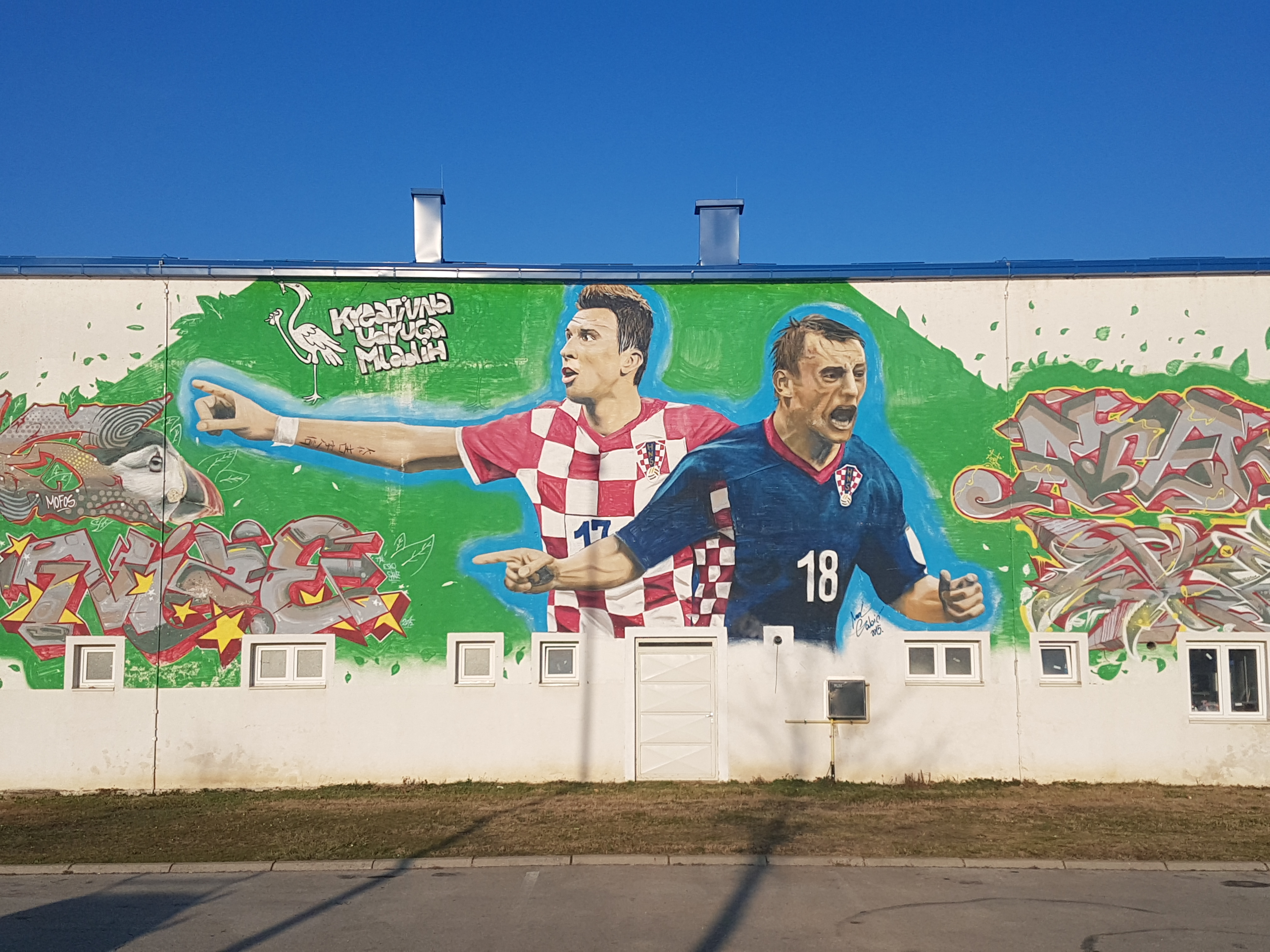
Da sinistra: murale dedicato a Mandžukić e Ivica Olić nella natia Slavonski Brod (2020)

Si trasferisce assieme ai genitori in Germania nel 1992, andando ad abitare nella città di Ditzingen, presso Stoccarda, per fuggire dalla guerra d'indipendenza croata. Torna in patria nel 1996, a guerra terminata. Anche il padre, di nome Mato, era un calciatore.

## Caratteristiche tecniche
Centravanti combattivo, adatto al gioco in contropiede, era un giocatore d'area, forte fisicamente ma anche agile, veloce e resistente. Dotato di ottima tecnica, era efficace nel gioco aereo e nella finalizzazione. Generoso, tenace nel pressing sui difensori avversari, era abile nello scartare il diretto marcatore e nel servire assist ai compagni di squadra.
Paragonato agli esordi al connazionale Alen Bokšić, è un giocatore di classe e fantasia, intelligente tatticamente oltreché in grado di risultare decisivo in qualsiasi momento – sovente nelle sfide di cartello – grazie alla sua imprevedibilità.
Calciatore abbastanza polivalente nel reparto avanzato, in passato nella Dinamo Zagabria si è disimpegnato come trequartista, mentre nel prosieguo di carriera sia nel Wolfsburg sia nella Juventus ha ricoperto all'occorrenza il ruolo di esterno alto, con notevole apporto alla fase difensiva.

## Carriera

### Giocatore

#### Club

##### I primi anni a Zagabria
Dopo avere militato nelle giovanili del Marsonia, in cui preferiva giocare a centrocampo, disputa la stagione 2004-05 in prima squadra, realizzando 14 reti nella seconda divisione del campionato croato. Notato da Miroslav Blažević, si trasferisce al suo club, l'NK Zagabria, in cui disputa complessivamente 58 partite, realizzando 17 gol.

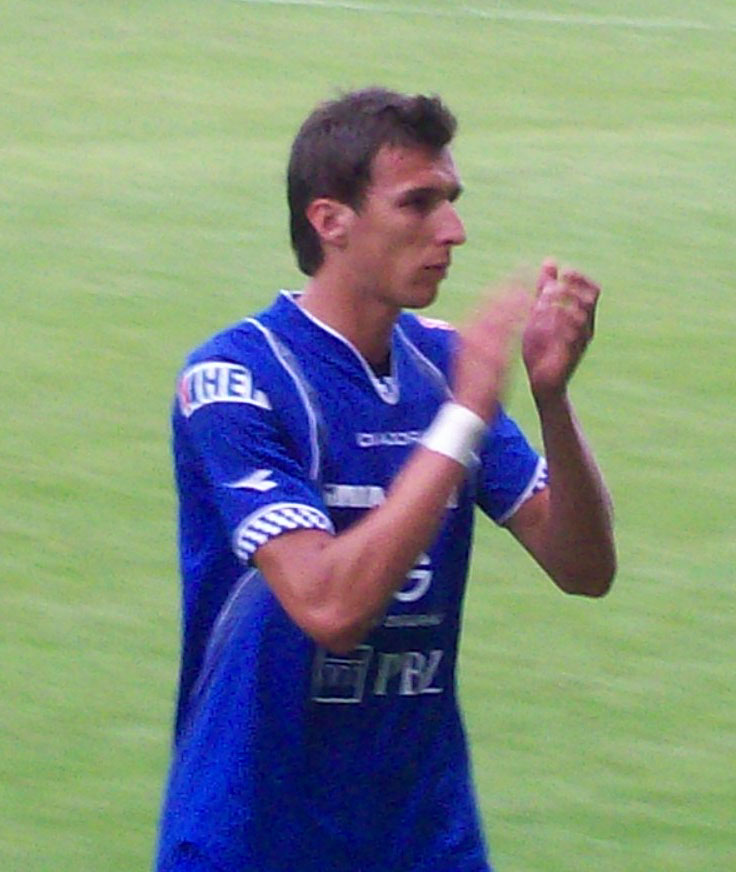
Mandžukić alla Dinamo Zagabria nel 2008

Nella stagione 2007-08 passa alla Dinamo Zagabria per 1,5 milioni di euro, acquistato nel tentativo di sostituire nel reparto avanzato Eduardo. Fa il suo esordio con la nuova casacca il 21 luglio 2007 nella vittoria casalinga di campionato contro il Sebenico, in cui segna anche il suo primo gol con la Dinamo nel 5-0 finale. Il 7 agosto 2007 debutta in Champions League, nella gara preliminare vinta 3-1 in casa del Domžale. Il 4 ottobre scende in campo per la prima volta anche in Coppa UEFA, nella vittoria per 2-3 in casa dell'Ajax, in cui realizza i suoi primi due gol nelle competizioni europee. Con la maglia della Dinamo Zagabria disputa tre stagioni (più una partita del secondo turno preliminare di Champions League nell'agosto 2010), mettendo a segno 63 reti in 128 gare complessive.

##### Wolfsburg
Nella stagione 2010-11 Mandžukić si trasferisce in Germania, nelle file del Wolfsburg, acquistato in cambio di una cifra tra i 7 e gli 8 milioni di euro. Arrivato agli ordini del tecnico Steve McClaren, debutta con la nuova maglia il 15 agosto 2010 in Coppa di Germania, nella vittoria esterna per 1-2 in casa del Preußen Münster. Cinque giorni più tardi fa invece il suo esordio in Bundesliga, nella sconfitta all'Allianz Arena per 2-1 contro il Bayern Monaco; segna il suo primo gol nel campionato tedesco il 12 marzo 2011, nella sconfitta interna per 1-2 contro il Norimberga.
Inizialmente soffre la concorrenza di Edin Džeko, venendo per questo dirottato spesso in campo da McClaren a esterno d'attacco o di centrocampo. Durante il successivo interim in panchina di Pierre Littbarski, il croato non è convocato per tre gare su cinque, giocando un incontro intero solo nella sfida con il Norimberga, realizzando l'unico gol dei Lupi (1-2). Littbarski è a sua volta sostituito poche settimane più tardi, in pianta stabile, da Felix Magath. Il nuovo tecnico si rivelerà una figura molto importante per la crescita di Mandžukić, ancor più sul piano umano, smussandone una certa insofferenza alla disciplina che al contrario aveva fin qui contraddistinto il croato dentro e fuori dal campo. Sul piano prettamente sportivo, Magath ripristina definitivamente l'attaccante al suo ruolo naturale, in un attacco a due, e i risultati iniziano ad arrivare: il Wolfsburg ottiene 11 punti in 6 partite, con Mandžukić autore di 7 dei suoi 8 gol stagionali in queste ultime gare, tra cui due doppiette contro Colonia (4-1) e Hoffenheim (1-3), che contribuiscono alla salvezza del club biancoverde.
Con la partenza di Džeko, per l'annata 2011-12 Magath affianca al croato il giovane Patrick Helmes e inserisce entrambi in un attacco a due: durante le prime quattro giornate di Bundesliga, Mandžukić non va a segno. Al quinto turno viene schierato da seconda punta, alle spalle di Srđan Lakić, e la scelta si rivela giusta: il croato sigla infatti due reti allo Schalke 04 (2-1). A fine stagione conta 12 gol e 10 assist in 32 presenze di campionato, portando il Wolfsburg all'ottavo posto, alla soglia della zona UEFA: l'avventura tra le file della compagine tedesca termina tuttavia dopo appena due stagioni, dove globalmente colleziona 60 presenze e realizza 20 gol.

##### Bayern Monaco

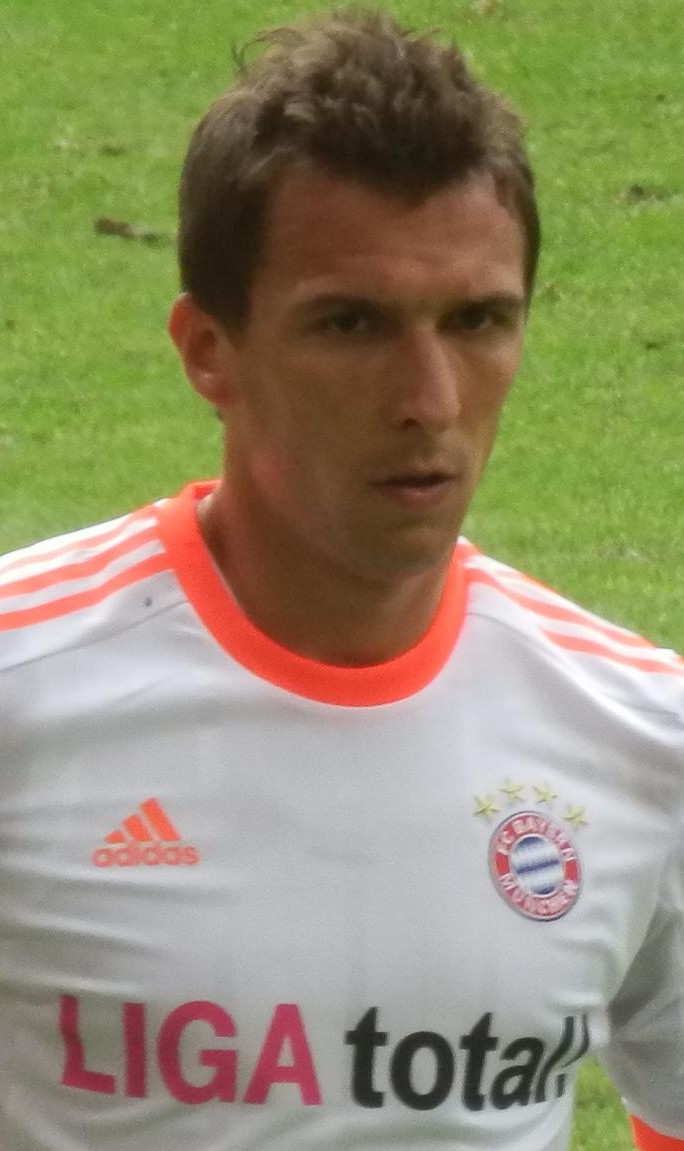
Mandžukić al Bayern Monaco nel 2012

Il 27 giugno 2012, dopo una buona partecipazione con la maglia della Croazia al campionato d'Europa 2012, passa al Bayern di Monaco in cambio di 13 milioni di euro. Acquistato, nei piani iniziali, per fare da riserva al titolare designato Mario Gómez, il croato emerge anche beneficiando di un infortunio occorso al tedesco, per poi sopravanzare definitivamente quest'ultimo nelle gerarchie del tecnico Jupp Heynckes. In questo periodo Mandžukić fa parlare di sé anche per questioni extracalcistiche, quando il 17 novembre, dopo avere segnato il gol del definitivo 1-1 nella sfida di campionato contro il Norimberga, esulta insieme al compagno di squadra Xherdan Shaqiri compiendo con lui, polemicamente, un saluto militare: secondo la stampa serba, un gesto dedicato ad Ante Gotovina e Mladen Markač, generali processati per la loro condotta nella guerra d'indipendenza croata e assolti dalle Nazioni Unite pochi giorni prima della succitata esultanza.
Il 6 aprile 2013 vince per la prima volta la Bundesliga, il ventitreesimo titolo per i bavaresi, con sei giornate di anticipo rispetto alla fine del torneo. Il successivo 25 maggio fa invece sua per la prima volta la Champions League, grazie alla vittoria per 2-1 nella finale contro il Borussia Dortmund, segnando il gol del momentaneo 1-0. Pochi giorni dopo, il 1º giugno, completa il treble stagionale con i Roten sollevando anche la sua prima Coppa di Germania, grazie al 3-2 allo Stoccarda.
Questo positivo momento per Mandžukić s'interrompe nell'estate 2013, quando a Monaco di Baviera approda Josep Guardiola, fautore di un sistema di gioco – il cosiddetto tiki-taka – che rifugge da una classica prima punta, qual è invece il croato che di conseguenza non si trova a proprio agio con i nuovi schemi portati dal tecnico spagnolo. La stagione 2013-14 si apre il 30 agosto con la vittoria della Supercoppa UEFA, ottenuta sconfiggendo ai tiri di rigore la compagine londinese del Chelsea, dopo che i tempi regolamentari e supplementari si erano conclusi sul 2-2. Nel corso dell'annata troviamo un Mandžukić sempre più insofferente verso la filosofia calcistica di Guardiola, pur rimanendo prolifico sottoporta; con la squadra tedesca conquista altri tre titoli: la Coppa del mondo per club, con un 2-0 al Raja Casablanca nella finale del 21 dicembre, la Bundesliga, vinta matematicamente il 25 marzo 2014 con ben sette giornate d'anticipo, e la Coppa di Germania, grazie al 2-0 del 17 maggio sul Borussia Dortmund.
Il rapporto con i bavaresi si chiude l'estate seguente, dopo 88 partite e 48 reti, da una parte per l'arrivo da Dortmund di Robert Lewandowski che preclude ulteriori spazi al croato nel reparto avanzato, e dall'altra per gli ormai insanabili dissidi con Guardiola, degenerati nel finale di stagione anche sul piano personale: in particolare Mandžukić accusa l'allenatore catalano di averlo scientemente relegato in panchina nelle ultime e ininfluenti partite di campionato, col solo scopo d'impedirgli di competere per il titolo di capocannoniere – poi andato, per due reti, proprio al succitato Lewandowski.

##### Atlético Madrid

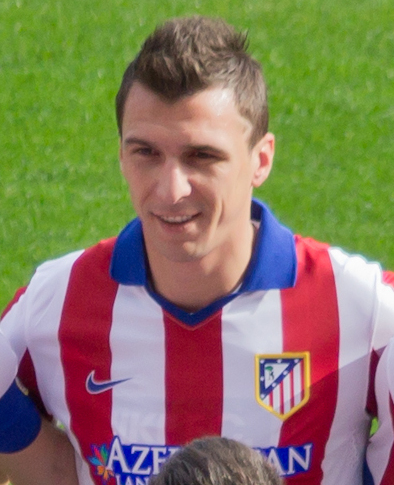
Mandžukić all'Atlético Madrid nel 2014

Il 10 luglio 2014 Mandžukić si trasferisce all'Atlético Madrid per 22 milioni di euro, chiamato a sostituire il partente Diego Costa. Segna il suo primo gol con i Colchoneros il successivo 22 agosto, risultando il match winner nel derbi madrileño contro il Real Madrid, rete che consente all'Atlético di vincere la Supercoppa di Spagna. Mette a segno il suo primo gol nella Liga otto giorni dopo, andando in rete nella vittoria casalinga 2-1 contro l'Eibar.
Nonostante le positive premesse della vigilia, che individuavano nella piazza madrilena e soprattutto nel credo tattico dell'allenatore Diego Simeone – il cosiddetto cholismo, intriso di agonismo e abnegazione – l'ambiente ideale per le caratteristiche dell'ariete croato, al contrario con il passare dei mesi Mandžukić va incontro a crescenti difficoltà in biancorosso, palesatesi nella seconda parte di stagione: patisce soprattutto per un infortunio alla caviglia occorsogli nella sfida di Champions League contro il Bayer Leverkusen, nonché per la repentina ascesa del giovane Antoine Griezmann. Chiude la sua unica e a conti fatti non esaltante stagione all'Atlético con un bottino di 20 reti in 43 partite totali.

##### Juventus

###### 2015-2017
Il 22 giugno 2015 viene acquistato dalla Juventus per 19 milioni di euro. Il successivo 8 agosto, al debutto con la nuova maglia, apre le marcature nel 2-0 alla Lazio che vale la vittoria della Supercoppa italiana, mentre il 23 dello stesso mese debutta in Serie A, nella sconfitta 0-1 con l'Udinese; proprio in questa sfida, uno scontro con un cartellone pubblicitario a bordocampo gli procura una ferita al gomito, presto infettatasi, che lo costringe a una pesante cura antibiotica, cosa che, protraendosi per un paio di mesi, ne inficia l'impatto con la realtà bianconera.
Ancora debilitato, ciò nonostante il 15 settembre in Champions League si sblocca con i piemontesi, segnando il momentaneo pareggio nell'1-2 esterno contro il Manchester City, e trovando poi il 25 ottobre anche la prima rete nel campionato italiano, nella vittoria per 2-0 sull'Atalanta. Una volta tornato a pieno regime, e assimilato il credo tattico di Massimiliano Allegri – il quale, nelle seguenti stagioni torinesi, ne farà uno dei suoi fedelissimi –, Mandžukić emerge ben presto tra i trascinatori di una Juventus che il 25 aprile 2016, a coronamento di una rimonta-record, si aggiudica matematicamente il quinto scudetto consecutivo. Il 21 maggio a Roma arriva anche la Coppa Italia contro un Milan superato 1-0 al termine dei supplementari, contribuendo così a fare bissare al club il double dell'anno precedente.
L'avvio della sua seconda stagione in bianconero è tuttavia interlocutorio per il croato, causa la concorrenza del neoacquisto Gonzalo Higuaín, questi inizialmente preferito nel ruolo di prima punta; un periodo negativo sul piano personale, che culmina nel dicembre 2016 con la sfida di Supercoppa persa ai tiri di rigore contro il Milan: dopo l'1-1 al termine dei supplementari, l'attaccante croato fallisce il proprio tentativo di marcatura dal dischetto. Nonostante l'avere trovato il successivo 11 gennaio il suo primo gol in Coppa Italia nel 3-2 interno all'Atalanta, fin qui pare senza soluzione la sua problematica convivenza con Higuaín; per risolvere l'impasse, Allegri sposta in pianta stabile Mandžukić sulla linea della trequarti, come esterno sinistro: calandosi con grande spirito di sacrificio in un ruolo già fugacemente ricoperto a Wolfsburg, il croato sfodera prestazioni sempre più convincenti, diventando definitivamente uno dei beniamini della tifoseria juventina di questi anni.

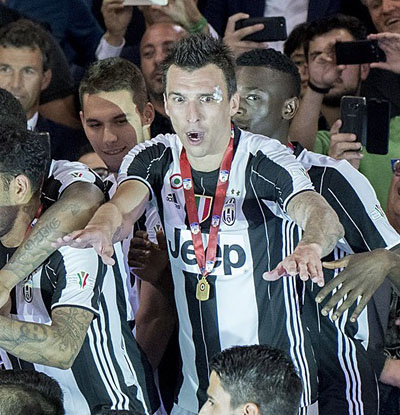
Mandžukić alla Juventus al termine della vittoriosa finale di Coppa Italia 2016-2017

Riguadagnato il posto da titolare, contribuisce alla vittoria della Coppa Italia, primo trofeo stagionale e al contempo terzo consecutivo per la squadra bianconera, dopo la vittoriosa finale di Roma del 17 maggio 2017 in cui viene battuta la Lazio 2-0, nonché del sesto titolo italiano di fila e secondo personale: quattro giorni più tardi il successo 3-0 allo Stadium sul Crotone, in cui è autore della rete d'apertura, permette infatti alla squadra d'inanellare il terzo double nazionale di fila, e soprattutto di battere dopo 82 anni il record della Juve del Quinquennio. La positiva annata è contraddistinta anche dal raggiungimento della finale di Champions League, tuttavia persa per 4-1 contro il Real Madrid: nella suddetta sfida di Cardiff del 3 giugno, come magra consolazione personale, il croato si rende protagonista con una rete in rovesciata, quella del momentaneo 1-1, poi premiata dalla UEFA come la migliore dell'edizione; nella circostanza diviene inoltre, insieme a Cristiano Ronaldo e Velibor Vasović, uno dei tre calciatori capaci di segnare con due squadre diverse in una finale della massima competizione europea per club.

###### 2017-2019
Al termine della stagione 2017-2018, la terza a Torino, per Mandžukić si ripete il double domestico, terzo consecutivo per il croato e al contempo quarto di fila per la Juventus: i bianconeri si impongono, infatti, il 9 maggio 2018 nella finale di Coppa Italia con un netto 4-0 sul Milan – quarta affermazione in successione e nuovo primato nel calcio italiano –, e si aggiudicano quattro giorni più tardi anche il settimo scudetto consecutivo, grazie al pareggio esterno a reti bianche contro la Roma. In Champions League la Juventus è, invece, eliminata ai quarti di finale ancora dal Real Madrid, nonostante la doppietta segnata dal croato nella sfida di ritorno dell'11 aprile, vinta per 1-3 al Bernabéu.
Nell'estate seguente, quando a Torino approda proprio da Madrid Cristiano Ronaldo, inizialmente per Mandžukić paiono chiudersi gli spazi nell'attacco bianconero; al contrario, a giovare più di tutti dell'arrivo del fuoriclasse portoghese è il croato, il quale, anche a fronte della cessione di Higuaín, può tornare con maggior continuità a ricoprire il ruolo di ariete d'area di rigore. Il 24 novembre 2018, in occasione della vittoriosa sfida di campionato allo Stadium contro la SPAL, scende in campo per la prima volta da capitano dei bianconeri, siglando peraltro la rete che fissa il risultato sul 2-0. Nella prima parte di stagione il croato si dimostra spesso decisivo per le sorti della squadra, grazie a un notevole e continuativo contributo sottorete, come raramente successo nelle precedenti annate juventine: tra gli altri, il 7 dicembre è suo il gol dell'1-0 che decide il derby d'Italia contro l'Inter.
All'inizio del nuovo anno, il 16 gennaio a Gedda, nonostante Mandžukić non abbia disputato l'incontro per infortunio, si aggiudica per la seconda volta la Supercoppa italiana, in virtù del successo per 1-0 contro il Milan. Al rientro in campo, l'attaccante inanella una lunga serie di prestazioni sottotono: l'unica sua marcatura nel girone di ritorno è quella contro l'Atalanta, nella partita casalinga del 19 maggio terminata 1-1. Ciononostante al termine dell'annata conquista lo scudetto, arrivato matematicamente già il 20 aprile, a corollario di un campionato giocato a ritmi da record, grazie al successo per 2-1 nel match di Torino contro la Fiorentina: è il quarto tricolore della carriera per Mandžukić, nonché l'ottavo consecutivo per la Juventus. È, questo, un primato assoluto nella storia della Serie A e dei maggiori campionati nazionali d'Europa.
Tale semestre si rivela a posteriori il preludio alla stagione 2019-2020 in cui, con l'avvicendamento tecnico tra Allegri e Maurizio Sarri, oltreché il ritorno a Torino di un Higuaín più in sintonia con la filosofia calcistica nel nuovo allenatore, Mandžukić perde repentinamente centralità nelle dinamiche della squadra titolare, scivolando ai margini della rosa finanche, in accordo con la società, ad autoescludersene. Non essendo mai sceso in campo sotto la gestione Sarri, sveste la maglia juventina nel dicembre 2019, dopo quattro anni e mezzo, con 162 presenze, 44 gol e 9 trofei vinti.

##### Al-Duhail e Milan
Il 24 dicembre 2019 si accorda con i qatarioti dell'Al-Duhail, entrando a far parte della rosa del club dal 1º gennaio 2020. Esordisce con la squadra di Doha il successivo 5 gennaio, nella partita di Qatar Stars League contro il Qatar SC (0-0); cinque giorni dopo segna il primo gol in maglia grigiorossa, nel match di Qatar Stars Cup vinto per 2-0 contro l'Al-Sailiya. All'esordio in AFC Champions League, l'11 febbraio, apre le marcature nella partita vinta per 2-0 in casa contro il Persepolis. Rimane in Qatar per un semestre, per poi risolvere il proprio contratto con l'Al-Duhail il 5 luglio seguente.
Dopo altri sei mesi d'inattività, il 19 gennaio 2021 torna in Italia, accasandosi al Milan. Cinque giorni dopo debutta in maglia rossonera, subentrando a Samu Castillejo al 70' della partita interna persa per 0-3 contro l'Atalanta in campionato. Arrivato a Milano per dare il proprio contributo a una formazione rossonera in quel momento in testa al campionato, l'attaccante vive tuttavia un semestre ben al di sotto delle attese, incapace d'imporsi anche perché frenato da ripetuti guai fisici; nel corso sua effimera esperienza rossonera, in cui non riesce mai ad andare in rete, il croato si segnala solo per il gesto di rinunciare al proprio stipendio di marzo, causa lo scarso impiego, per devolverlo alla Fondazione Milan. Il successivo 24 maggio, una volta raggiunta l'aritmetica qualificazione alla UEFA Champions League, l'attaccante si congeda dal club lombardo.
Pochi mesi dopo, il 3 settembre 2021, ufficializza il proprio ritiro dall'attività agonistica.

#### Nazionale

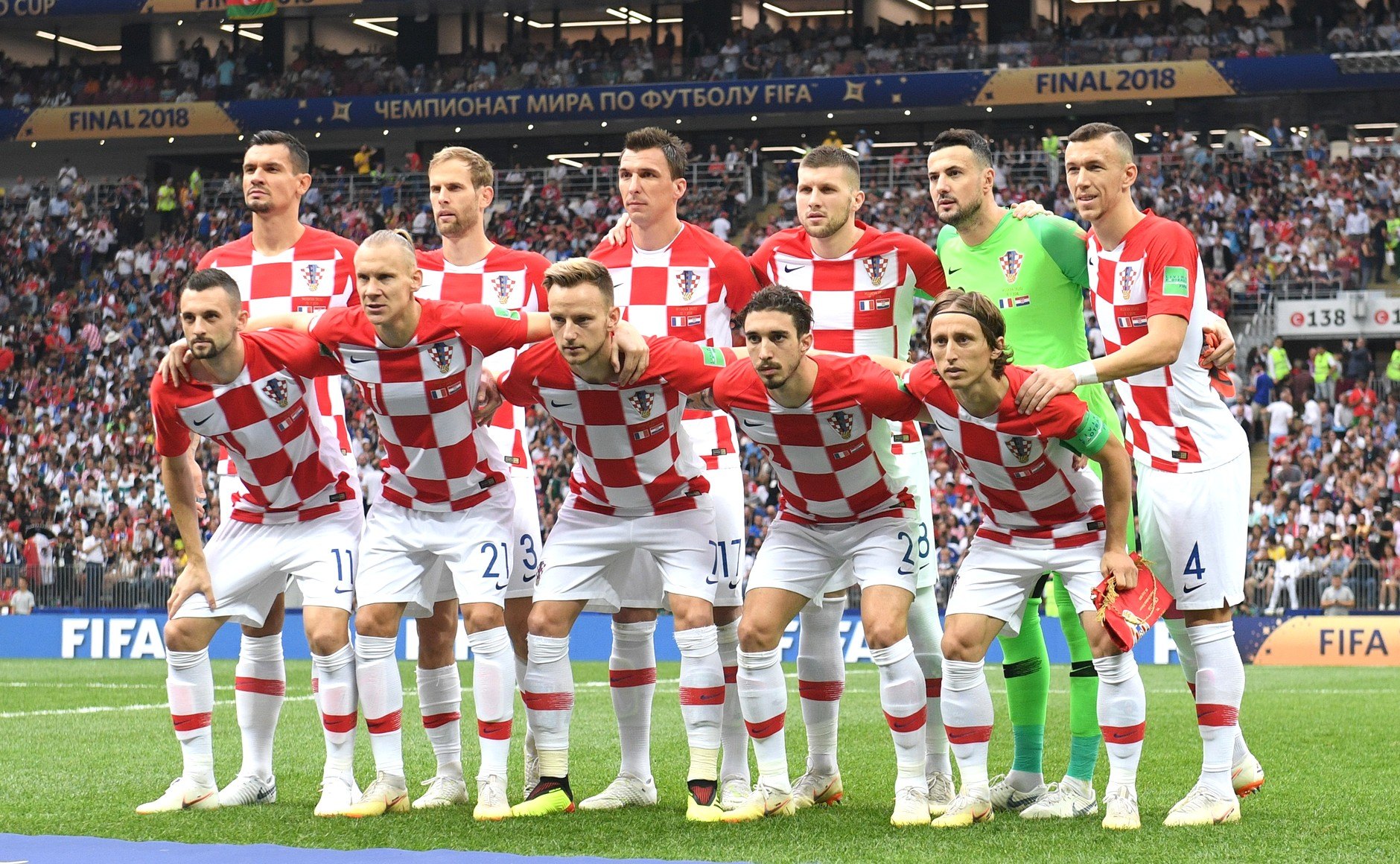
Mandžukić (in piedi, terzo da sinistra) nell'undici croato sceso in campo nella finale del

Debutta con la nazionale croata il 17 novembre 2007, nel match di qualificazione al campionato d'Europa 2008 perso 2-0 contro la Macedonia; alla presenza successiva, il 10 settembre 2008, realizza il suo primo gol in maglia scaccata, siglando l'unica marcatura croata nell'1-4 contro l'Inghilterra.
In occasione del campionato d'Europa 2012, sigla una doppietta nel 3-1 all'Irlanda, quindi una rete nell'1-1 contro l'Italia. Per quella competizione, la prima ufficiale disputata da Mandžukić, sarà capocannoniere con tre reti, alla pari di Mario Balotelli, Fernando Torres, Alan Dzagoev, Cristiano Ronaldo e Mario Gómez; l'attaccante è inoltre autore di 3 delle 4 reti della sua nazionale nella competizione.
Viene convocato per il campionato del mondo 2014 in Brasile, e il 19 giugno, in occasione del match contro il Camerun, Mandžukić segna le sue prime reti in una competizione ufficiale mondiale, grazie a una doppietta, contribuendo al 4-0 finale. Tuttavia la Croazia viene eliminata dal girone dopo le due sconfitte, entrambe per 1-3, contro i padroni di casa del Brasile e il Messico.
Nel 2016 realizza due triplette, nello schiacciante 10-0 al San Marino e nello 0-6 esterno contro il Kosovo. Ha fatto parte dei 23 che hanno preso parte al campionato d'Europa 2016 in Francia, dove non ha segnato alcuna rete; la nazionale slava, dopo avere terminato in testa il proprio girone, davanti alla Spagna campione d'Europa in carica, agli ottavi viene eliminata ai supplementari (0-1) dal Portogallo, futuro vincitore dell'edizione.
Viene confermato in squadra per il campionato del mondo 2018 in Russia, dov'è tra i protagonisti della Croazia che raggiunge una storica finale, la prima della sua storia, tuttavia persa contro la Francia. Nell'arco del torneo Mandžukić sigla 3 reti: contro la Danimarca negli ottavi (1-1 dts, 4-3 dcr), nei supplementari della semifinale contro l'Inghilterra (2-1), decisiva nel permettere alla nazionale balcanica di accedere alla finale, e l'ultima proprio nella sfida di Mosca contro i Bleus dov'è croce e delizia per i croati, prima sbloccando suo malgrado il punteggio con un autogol, e poi realizzando la rete del definitivo 2-4. Come consolazione personale, grazie a quest'ultimo gol diventa il quinto giocatore, dopo Ferenc Puskás, Zoltán Czibor, Gerd Müller e Zinédine Zidane, ad andare a segno sia in una finale di Coppa dei Campioni/Champions League, sia in una di Coppa del mondo.
La finale moscovita rimane l'ultima sua gara con la Croazia: il 14 agosto seguente il giocatore annuncia, infatti, il ritiro dalla nazionale.

### Dopo il ritiro
Pochi mesi dopo il ritiro dall'attività agonistica, il 22 novembre 2021 Mandžukić entra nello staff della nazionale croata in qualità di assistente del selezionatore Zlatko Dalić.

## Statistiche

### Presenze e reti nei club
Statistiche aggiornate al 23 maggio 2021.
| Stagione               | Squadra                | Campionato             | Campionato | Campionato | Coppe nazionali | Coppe nazionali | Coppe nazionali | Coppe continentali | Coppe continentali | Coppe continentali | Altre coppe | Altre coppe | Altre coppe | Totale | Totale |
| Stagione               | Squadra                | Comp                   | Pres       | Reti       | Comp            | Pres            | Reti            | Comp               | Pres               | Reti               | Comp        | Pres        | Reti        | Pres   | Reti   |
| ---------------------- | ---------------------- | ---------------------- | ---------- | ---------- | --------------- | --------------- | --------------- | ------------------ | ------------------ | ------------------ | ----------- | ----------- | ----------- | ------ | ------ |
| 2004-2005              | Marsonia               | 2.HNL                  | 23         | 14         | -               | -               | -               | -                  | -                  | -                  | -           | -           | -           | 23     | 14     |
| 2005-2006              | NK Zagabria            | 1.HNL                  | 28         | 3          | -               | -               | -               | -                  | -                  | -                  | -           | -           | -           | 28     | 3      |
| 2006-2007              | NK Zagabria            | 1.HNL                  | 23         | 11         | CC              | 4               | 3               | -                  | -                  | -                  | -           | -           | -           | 27     | 14     |
| ago. 2007              | NK Zagabria            | 1.HNL                  | 0          | 0          | CC              | 0               | 0               | Int                | 2                  | 0                  | -           | -           | -           | 2      | 0      |
| Totale NK Zagabria     | Totale NK Zagabria     | Totale NK Zagabria     | 51         | 14         |                 | 4               | 3               |                    | 2                  | 0                  |             | -           | -           | 57     | 17     |
| ago. 2007-2008         | Dinamo Zagabria        | 1.HNL                  | 29         | 12         | CC              | 8               | 5               | UCL+CU             | 5+5                | 1+2                | -           | -           | -           | 47     | 20     |
| 2008-2009              | Dinamo Zagabria        | 1.HNL                  | 28         | 16         | CC              | 5               | 5               | UCL+CU             | 5+5                | 2+1                | -           | -           | -           | 43     | 24     |
| 2009-2010              | Dinamo Zagabria        | 1.HNL                  | 24         | 14         | CC              | 3               | 0               | UCL+UEL            | 3+7                | 2+1                | -           | -           | -           | 37     | 17     |
| ago. 2010              | Dinamo Zagabria        | 1.HNL                  | 0          | 0          | CC              | 0               | 0               | UCL                | 1                  | 2                  | SC          | 0           | 0           | 1      | 2      |
| Totale Dinamo Zagabria | Totale Dinamo Zagabria | Totale Dinamo Zagabria | 81         | 42         |                 | 16              | 10              |                    | 31                 | 11                 |             | 0           | 0           | 128    | 63     |
| ago. 2010-2011         | Wolfsburg              | BL                     | 24         | 8          | CG              | 3               | 0               | -                  | -                  | -                  | -           | -           | -           | 27     | 8      |
| 2011-2012              | Wolfsburg              | BL                     | 32         | 12         | CG              | 1               | 0               | -                  | -                  | -                  | -           | -           | -           | 33     | 12     |
| Totale Wolfsburg       | Totale Wolfsburg       | Totale Wolfsburg       | 56         | 20         |                 | 4               | 0               |                    | -                  | -                  |             | -           | -           | 60     | 20     |
| 2012-2013              | Bayern Monaco          | BL                     | 24         | 15         | CG              | 5               | 3               | UCL                | 10                 | 3                  | SG          | 1           | 1           | 40     | 22     |
| 2013-2014              | Bayern Monaco          | BL                     | 30         | 18         | CG              | 4               | 4               | UCL                | 10                 | 3                  | SG+SU+Cmc   | 1+1+2       | 0+0+1       | 48     | 26     |
| Totale Bayern Monaco   | Totale Bayern Monaco   | Totale Bayern Monaco   | 54         | 33         |                 | 9               | 7               |                    | 20                 | 6                  |             | 5           | 2           | 88     | 48     |
| 2014-2015              | Atlético Madrid        | PD                     | 28         | 12         | CR              | 3               | 2               | UCL                | 10                 | 5                  | SS          | 2           | 1           | 43     | 20     |
| 2015-2016              | Juventus               | A                      | 27         | 10         | CI              | 3               | 0               | UCL                | 5                  | 2                  | SI          | 1           | 1           | 36     | 13     |
| 2016-2017              | Juventus               | A                      | 34         | 7          | CI              | 4               | 1               | UCL                | 11                 | 3                  | SI          | 1           | 0           | 50     | 11     |
| 2017-2018              | Juventus               | A                      | 32         | 5          | CI              | 4               | 1               | UCL                | 6                  | 4                  | SI          | 1           | 0           | 43     | 10     |
| 2018-2019              | Juventus               | A                      | 25         | 9          | CI              | 0               | 0               | UCL                | 8                  | 1                  | SI          | 0           | 0           | 33     | 10     |
| lug.-dic. 2019         | Juventus               | A                      | 0          | 0          | CI              | 0               | 0               | UCL                | -                  | -                  | SI          | 0           | 0           | 0      | 0      |
| Totale Juventus        | Totale Juventus        | Totale Juventus        | 118        | 31         |                 | 11              | 2               |                    | 30                 | 10                 |             | 3           | 1           | 162    | 44     |
| gen.-giu. 2020         | Al-Duhail              | QSL                    | 5          | 0          | CEQ             | 1               | 0               | AFC                | 2                  | 1                  | CQ          | 2           | 1           | 10     | 2      |
| gen.-giu. 2021         | Milan                  | A                      | 10         | 0          | CI              | 0               | 0               | UEL                | 1                  | 0                  | -           | -           | -           | 11     | 0      |
| Totale carriera        | Totale carriera        | Totale carriera        | 426        | 166        |                 | 48              | 24              |                    | 96                 | 33                 |             | 12          | 5           | 582    | 228    |

### Cronologia presenze e reti in nazionale
| Cronologia completa delle presenze e delle reti in nazionale ― Croazia | Cronologia completa delle presenze e delle reti in nazionale ― Croazia | Cronologia completa delle presenze e delle reti in nazionale ― Croazia | Cronologia completa delle presenze e delle reti in nazionale ― Croazia | Cronologia completa delle presenze e delle reti in nazionale ― Croazia | Cronologia completa delle presenze e delle reti in nazionale ― Croazia | Cronologia completa delle presenze e delle reti in nazionale ― Croazia | Cronologia completa delle presenze e delle reti in nazionale ― Croazia |
| Data                                                                   | Città                                                                  | In casa                                                                | Risultato                                                              | Ospiti                                                                 | Competizione                                                           | Reti                                                                   | Note                                                                   |
| ---------------------------------------------------------------------- | ---------------------------------------------------------------------- | ---------------------------------------------------------------------- | ---------------------------------------------------------------------- | ---------------------------------------------------------------------- | ---------------------------------------------------------------------- | ---------------------------------------------------------------------- | ---------------------------------------------------------------------- |
| 17-11-2007                                                             | Skopje                                                                 | Macedonia                                                              | 2 – 0                                                                  | Croazia                                                                | Qual. Euro 2008                                                        | -                                                                      | 42’                                                                    |
| 10-9-2008                                                              | Zagabria                                                               | Croazia                                                                | 1 – 4                                                                  | Inghilterra                                                            | Qual. Mondiali 2010                                                    | 1                                                                      | 73’                                                                    |
| 11-10-2008                                                             | Charkiv                                                                | Ucraina                                                                | 0 – 0                                                                  | Croazia                                                                | Qual. Mondiali 2010                                                    | -                                                                      | 84’                                                                    |
| 15-10-2008                                                             | Zagabria                                                               | Croazia                                                                | 4 – 1                                                                  | Andorra                                                                | Qual. Mondiali 2010                                                    | -                                                                      | 65’                                                                    |
| 6-6-2009                                                               | Zagabria                                                               | Croazia                                                                | 2 – 2                                                                  | Ucraina                                                                | Qual. Mondiali 2010                                                    | -                                                                      | 60’                                                                    |
| 12-8-2009                                                              | Minsk                                                                  | Bielorussia                                                            | 1 – 3                                                                  | Croazia                                                                | Qual. Mondiali 2010                                                    | -                                                                      | 66’ 72’                                                                |
| 5-9-2009                                                               | Zagabria                                                               | Croazia                                                                | 1 – 0                                                                  | Bielorussia                                                            | Qual. Mondiali 2010                                                    | -                                                                      | 65’                                                                    |
| 9-9-2009                                                               | Londra                                                                 | Inghilterra                                                            | 5 – 1                                                                  | Croazia                                                                | Qual. Mondiali 2010                                                    | -                                                                      |                                                                        |
| 8-10-2009                                                              | Fiume                                                                  | Croazia                                                                | 3 – 2                                                                  | Qatar                                                                  | Amichevole                                                             | -                                                                      | 46’                                                                    |
| 14-10-2009                                                             | Astana                                                                 | Kazakistan                                                             | 1 – 2                                                                  | Croazia                                                                | Qual. Mondiali 2010                                                    | -                                                                      | 63’                                                                    |
| 3-3-2010                                                               | Bruxelles                                                              | Belgio                                                                 | 0 – 1                                                                  | Croazia                                                                | Amichevole                                                             | -                                                                      | 65’                                                                    |
| 19-5-2010                                                              | Klagenfurt am Wörthersee                                               | Austria                                                                | 0 – 1                                                                  | Croazia                                                                | Amichevole                                                             | -                                                                      |                                                                        |
| 23-5-2010                                                              | Osijek                                                                 | Croazia                                                                | 2 – 0                                                                  | Galles                                                                 | Amichevole                                                             | -                                                                      | 90’                                                                    |
| 11-8-2010                                                              | Bratislava                                                             | Slovacchia                                                             | 1 – 1                                                                  | Croazia                                                                | Amichevole                                                             | -                                                                      | 46’                                                                    |
| 3-9-2010                                                               | Riga                                                                   | Lettonia                                                               | 0 – 3                                                                  | Croazia                                                                | Qual. Euro 2012                                                        | -                                                                      | 84’                                                                    |
| 9-10-2010                                                              | Tel Aviv                                                               | Israele                                                                | 1 – 2                                                                  | Croazia                                                                | Qual. Euro 2012                                                        | -                                                                      | 57’                                                                    |
| 12-10-2010                                                             | Zagabria                                                               | Croazia                                                                | 2 – 1                                                                  | Norvegia                                                               | Amichevole                                                             | 1                                                                      |                                                                        |
| 17-11-2010                                                             | Zagabria                                                               | Croazia                                                                | 3 – 0                                                                  | Malta                                                                  | Qual. Euro 2012                                                        | -                                                                      | 78’                                                                    |
| 3-6-2011                                                               | Spalato                                                                | Croazia                                                                | 2 – 1                                                                  | Georgia                                                                | Qual. Euro 2012                                                        | 1                                                                      |                                                                        |
| 10-8-2011                                                              | Dublino                                                                | Irlanda                                                                | 0 – 0                                                                  | Croazia                                                                | Amichevole                                                             | -                                                                      | 73’                                                                    |
| 2-9-2011                                                               | Ta' Qali                                                               | Malta                                                                  | 1 – 3                                                                  | Croazia                                                                | Qual. Euro 2012                                                        | -                                                                      | 35’                                                                    |
| 6-9-2011                                                               | Zagabria                                                               | Croazia                                                                | 3 – 1                                                                  | Israele                                                                | Qual. Euro 2012                                                        | -                                                                      |                                                                        |
| 7-10-2011                                                              | Atene                                                                  | Grecia                                                                 | 2 – 0                                                                  | Croazia                                                                | Qual. Euro 2012                                                        | -                                                                      |                                                                        |
| 11-10-2011                                                             | Fiume                                                                  | Croazia                                                                | 2 – 0                                                                  | Lettonia                                                               | Qual. Euro 2012                                                        | 1                                                                      | 84’                                                                    |
| 11-11-2011                                                             | Istanbul                                                               | Turchia                                                                | 0 – 3                                                                  | Croazia                                                                | Qual. Euro 2012                                                        | 1                                                                      | 90’                                                                    |
| 15-11-2011                                                             | Zagabria                                                               | Croazia                                                                | 0 – 0                                                                  | Turchia                                                                | Qual. Euro 2012                                                        | -                                                                      | 45’ 77’                                                                |
| 29-2-2012                                                              | Zagabria                                                               | Croazia                                                                | 1 – 3                                                                  | Svezia                                                                 | Amichevole                                                             | -                                                                      | 37’ 47’                                                                |
| 25-5-2012                                                              | Pola                                                                   | Croazia                                                                | 3 – 1                                                                  | Estonia                                                                | Amichevole                                                             | -                                                                      | 60’                                                                    |
| 2-6-2012                                                               | Oslo                                                                   | Norvegia                                                               | 1 – 1                                                                  | Croazia                                                                | Amichevole                                                             | -                                                                      | 63’                                                                    |
| 10-6-2012                                                              | Poznań                                                                 | Irlanda                                                                | 1 – 3                                                                  | Croazia                                                                | Euro 2012 - 1º turno                                                   | 2                                                                      |                                                                        |
| 14-6-2012                                                              | Poznań                                                                 | Italia                                                                 | 1 – 1                                                                  | Croazia                                                                | Euro 2012 - 1º turno                                                   | 1                                                                      | 90+4’                                                                  |
| 18-6-2012                                                              | Danzica                                                                | Croazia                                                                | 0 – 1                                                                  | Spagna                                                                 | Euro 2012 - 1º turno                                                   | -                                                                      | 90+2’                                                                  |
| 15-8-2012                                                              | Spalato                                                                | Croazia                                                                | 2 – 4                                                                  | Svizzera                                                               | Amichevole                                                             | -                                                                      | 46’                                                                    |
| 7-9-2012                                                               | Zagabria                                                               | Croazia                                                                | 1 – 0                                                                  | Macedonia                                                              | Qual. Mondiali 2014                                                    | -                                                                      |                                                                        |
| 11-9-2012                                                              | Bruxelles                                                              | Belgio                                                                 | 1 – 1                                                                  | Croazia                                                                | Qual. Mondiali 2014                                                    | -                                                                      | 88’                                                                    |
| 12-10-2012                                                             | Skopje                                                                 | Macedonia                                                              | 1 – 2                                                                  | Croazia                                                                | Qual. Mondiali 2014                                                    | -                                                                      | 72’                                                                    |
| 16-10-2012                                                             | Osijek                                                                 | Croazia                                                                | 2 – 0                                                                  | Galles                                                                 | Qual. Mondiali 2014                                                    | 1                                                                      |                                                                        |
| 6-2-2013                                                               | Londra                                                                 | Croazia                                                                | 4 – 0                                                                  | Corea del Sud                                                          | Amichevole                                                             | 1                                                                      | 46’                                                                    |
| 22-3-2013                                                              | Zagabria                                                               | Croazia                                                                | 2 – 0                                                                  | Serbia                                                                 | Qual. Mondiali 2014                                                    | 1                                                                      |                                                                        |
| 26-3-2013                                                              | Swansea                                                                | Galles                                                                 | 1 – 2                                                                  | Croazia                                                                | Qual. Mondiali 2014                                                    | -                                                                      |                                                                        |
| 7-6-2013                                                               | Zagabria                                                               | Croazia                                                                | 0 – 1                                                                  | Scozia                                                                 | Qual. Mondiali 2014                                                    | -                                                                      | 88’                                                                    |
| 14-8-2013                                                              | Vaduz                                                                  | Liechtenstein                                                          | 2 – 3                                                                  | Croazia                                                                | Amichevole                                                             | -                                                                      | 46’                                                                    |
| 6-9-2013                                                               | Belgrado                                                               | Serbia                                                                 | 1 – 1                                                                  | Croazia                                                                | Qual. Mondiali 2014                                                    | 1                                                                      |                                                                        |
| 11-10-2013                                                             | Zagabria                                                               | Croazia                                                                | 1 – 2                                                                  | Belgio                                                                 | Qual. Mondiali 2014                                                    | -                                                                      | 32’                                                                    |
| 15-10-2013                                                             | Glasgow                                                                | Scozia                                                                 | 2 – 0                                                                  | Croazia                                                                | Qual. Mondiali 2014                                                    | -                                                                      | 80’                                                                    |
| 15-11-2013                                                             | Reykjavík                                                              | Islanda                                                                | 0 – 0                                                                  | Croazia                                                                | Qual. Mondiali 2014                                                    | -                                                                      | 87’                                                                    |
| 19-11-2013                                                             | Zagabria                                                               | Croazia                                                                | 2 – 0                                                                  | Islanda                                                                | Qual. Mondiali 2014                                                    | 1                                                                      | 38’                                                                    |
| 5-3-2014                                                               | San Gallo                                                              | Svizzera                                                               | 2 – 2                                                                  | Croazia                                                                | Amichevole                                                             | -                                                                      | 46’                                                                    |
| 31-5-2014                                                              | Osijek                                                                 | Croazia                                                                | 2 – 1                                                                  | Mali                                                                   | Amichevole                                                             | -                                                                      | 60’                                                                    |
| 6-6-2014                                                               | Salvador                                                               | Croazia                                                                | 1 – 0                                                                  | Australia                                                              | Amichevole                                                             | -                                                                      | 59’ 64’                                                                |
| 19-6-2014                                                              | Manaus                                                                 | Camerun                                                                | 0 – 4                                                                  | Croazia                                                                | Mondiali 2014 - 1º turno                                               | 2                                                                      |                                                                        |
| 23-6-2014                                                              | Recife                                                                 | Croazia                                                                | 1 – 3                                                                  | Messico                                                                | Mondiali 2014 - 1º turno                                               | -                                                                      |                                                                        |
| 4-9-2014                                                               | Pola                                                                   | Croazia                                                                | 2 – 0                                                                  | Cipro                                                                  | Amichevole                                                             | 2                                                                      | 61’                                                                    |
| 9-9-2014                                                               | Zagabria                                                               | Croazia                                                                | 2 – 0                                                                  | Malta                                                                  | Qual. Euro 2016                                                        | -                                                                      | 31’ 79’                                                                |
| 10-10-2014                                                             | Sofia                                                                  | Bulgaria                                                               | 0 – 1                                                                  | Croazia                                                                | Qual. Euro 2016                                                        | -                                                                      |                                                                        |
| 13-10-2014                                                             | Osijek                                                                 | Croazia                                                                | 6 – 0                                                                  | Azerbaigian                                                            | Qual. Euro 2016                                                        | -                                                                      |                                                                        |
| 16-11-2014                                                             | Milano                                                                 | Italia                                                                 | 1 – 1                                                                  | Croazia                                                                | Qual. Euro 2016                                                        | -                                                                      |                                                                        |
| 28-3-2015                                                              | Zagabria                                                               | Croazia                                                                | 5 – 1                                                                  | Norvegia                                                               | Qual. Euro 2016                                                        | -                                                                      | 88’                                                                    |
| 7-6-2015                                                               | Varaždin                                                               | Croazia                                                                | 4 – 0                                                                  | Gibilterra                                                             | Amichevole                                                             | 1                                                                      | cap. 57’                                                               |
| 12-6-2015                                                              | Spalato                                                                | Croazia                                                                | 1 – 1                                                                  | Italia                                                                 | Qual. Euro 2016                                                        | 1                                                                      | 35’                                                                    |
| 3-9-2015                                                               | Baku                                                                   | Azerbaigian                                                            | 0 – 0                                                                  | Croazia                                                                | Qual. Euro 2016                                                        | -                                                                      |                                                                        |
| 6-9-2015                                                               | Oslo                                                                   | Norvegia                                                               | 2 – 0                                                                  | Croazia                                                                | Qual. Euro 2016                                                        | -                                                                      |                                                                        |
| 17-11-2015                                                             | Rostov                                                                 | Russia                                                                 | 1 – 3                                                                  | Croazia                                                                | Amichevole                                                             | 1                                                                      | 87’                                                                    |
| 23-3-2016                                                              | Osijek                                                                 | Croazia                                                                | 2 – 0                                                                  | Israele                                                                | Amichevole                                                             | -                                                                      |                                                                        |
| 26-3-2016                                                              | Budapest                                                               | Ungheria                                                               | 1 – 1                                                                  | Croazia                                                                | Amichevole                                                             | 1                                                                      |                                                                        |
| 4-6-2016                                                               | Fiume                                                                  | Croazia                                                                | 10 – 0                                                                 | San Marino                                                             | Amichevole                                                             | 3                                                                      | 56’                                                                    |
| 12-6-2016                                                              | Parigi                                                                 | Turchia                                                                | 0 – 1                                                                  | Croazia                                                                | Euro 2016 - 1º turno                                                   | -                                                                      | 90+3’                                                                  |
| 17-6-2016                                                              | Saint-Étienne                                                          | Rep. Ceca                                                              | 2 – 2                                                                  | Croazia                                                                | Euro 2016 - 1º turno                                                   | -                                                                      |                                                                        |
| 25-6-2016                                                              | Lens                                                                   | Croazia                                                                | 0 – 1 dts                                                              | Portogallo                                                             | Euro 2016 - Ottavi di finale                                           | -                                                                      | 88’                                                                    |
| 5-9-2016                                                               | Zagabria                                                               | Croazia                                                                | 1 – 1                                                                  | Turchia                                                                | Qual. Mondiali 2018                                                    | -                                                                      | 84’                                                                    |
| 6-10-2016                                                              | Scutari                                                                | Kosovo                                                                 | 0 – 6                                                                  | Croazia                                                                | Qual. Mondiali 2018                                                    | 3                                                                      | 59’                                                                    |
| 9-10-2016                                                              | Tampere                                                                | Finlandia                                                              | 0 – 1                                                                  | Croazia                                                                | Qual. Mondiali 2018                                                    | 1                                                                      | cap. 87’                                                               |
| 12-11-2016                                                             | Zagabria                                                               | Croazia                                                                | 2 – 0                                                                  | Islanda                                                                | Qual. Mondiali 2018                                                    | -                                                                      | 90+2’                                                                  |
| 15-11-2016                                                             | Belfast                                                                | Irlanda del Nord                                                       | 0 – 3                                                                  | Croazia                                                                | Amichevole                                                             | 1                                                                      | cap. 72’                                                               |
| 24-3-2017                                                              | Zagabria                                                               | Croazia                                                                | 1 – 0                                                                  | Ucraina                                                                | Qual. Mondiali 2018                                                    | -                                                                      |                                                                        |
| 11-6-2017                                                              | Reykjavík                                                              | Islanda                                                                | 1 – 0                                                                  | Croazia                                                                | Qual. Mondiali 2018                                                    | -                                                                      | 88’                                                                    |
| 3-9-2017                                                               | Zagabria                                                               | Croazia                                                                | 1 – 0                                                                  | Kosovo                                                                 | Qual. Mondiali 2018                                                    | -                                                                      |                                                                        |
| 5-9-2017                                                               | Eskişehir                                                              | Turchia                                                                | 1 – 0                                                                  | Croazia                                                                | Qual. Mondiali 2018                                                    | -                                                                      | 62’                                                                    |
| 6-10-2017                                                              | Fiume                                                                  | Croazia                                                                | 1 – 1                                                                  | Finlandia                                                              | Qual. Mondiali 2018                                                    | 1                                                                      | 85’                                                                    |
| 9-10-2017                                                              | Kiev                                                                   | Ucraina                                                                | 0 – 2                                                                  | Croazia                                                                | Qual. Mondiali 2018                                                    | -                                                                      | 90’                                                                    |
| 12-11-2017                                                             | Atene                                                                  | Grecia                                                                 | 0 – 0                                                                  | Croazia                                                                | Qual. Mondiali 2018                                                    | -                                                                      |                                                                        |
| 24-3-2018                                                              | Miami                                                                  | Perù                                                                   | 2 – 0                                                                  | Croazia                                                                | Amichevole                                                             | -                                                                      | 71’                                                                    |
| 8-6-2018                                                               | Osijek                                                                 | Croazia                                                                | 2 – 1                                                                  | Senegal                                                                | Amichevole                                                             | -                                                                      | 46’                                                                    |
| 16-6-2018                                                              | Kaliningrad                                                            | Croazia                                                                | 2 – 0                                                                  | Nigeria                                                                | Mondiali 2018 - 1º turno                                               | -                                                                      | 86’                                                                    |
| 21-6-2018                                                              | Nižnij Novgorod                                                        | Argentina                                                              | 0 – 3                                                                  | Croazia                                                                | Mondiali 2018 - 1º turno                                               | -                                                                      | 90+4’                                                                  |
| 1-7-2018                                                               | Nižnij Novgorod                                                        | Croazia                                                                | 1 – 1 dts (3 – 2 dtr)                                                  | Danimarca                                                              | Mondiali 2018 - Ottavi di finale                                       | 1                                                                      | 108’                                                                   |
| 7-7-2018                                                               | Soči                                                                   | Russia                                                                 | 2 – 2 dts (3 – 4 dtr)                                                  | Croazia                                                                | Mondiali 2018 - Quarti di finale                                       | -                                                                      |                                                                        |
| 11-7-2018                                                              | Mosca                                                                  | Croazia                                                                | 2 – 1 dts                                                              | Inghilterra                                                            | Mondiali 2018 - Semifinale                                             | 1                                                                      | 48’ 115’                                                               |
| 15-7-2018                                                              | Mosca                                                                  | Francia                                                                | 4 – 2                                                                  | Croazia                                                                | Mondiali 2018 - Finale                                                 | 1                                                                      |                                                                        |
| Totale                                                                 |                                                                        | Presenze                                                               | 89                                                                     |                                                                        | Reti (4º posto)                                                        | 33                                                                     |                                                                        |

| Cronologia completa delle presenze e delle reti in nazionale ― Croazia under 21 | Cronologia completa delle presenze e delle reti in nazionale ― Croazia under 21 | Cronologia completa delle presenze e delle reti in nazionale ― Croazia under 21 | Cronologia completa delle presenze e delle reti in nazionale ― Croazia under 21 | Cronologia completa delle presenze e delle reti in nazionale ― Croazia under 21 | Cronologia completa delle presenze e delle reti in nazionale ― Croazia under 21 | Cronologia completa delle presenze e delle reti in nazionale ― Croazia under 21 | Cronologia completa delle presenze e delle reti in nazionale ― Croazia under 21 |
| Data                                                                            | Città                                                                           | In casa                                                                         | Risultato                                                                       | Ospiti                                                                          | Competizione                                                                    | Reti                                                                            | Note                                                                            |
| ------------------------------------------------------------------------------- | ------------------------------------------------------------------------------- | ------------------------------------------------------------------------------- | ------------------------------------------------------------------------------- | ------------------------------------------------------------------------------- | ------------------------------------------------------------------------------- | ------------------------------------------------------------------------------- | ------------------------------------------------------------------------------- |
| 1-3-2006                                                                        | Fiume                                                                           | Croazia under 21                                                                | 2 – 1                                                                           | Danimarca under 21                                                              | Amichevole                                                                      | -                                                                               | 70’                                                                             |
| 1-8-2006                                                                        | Costrena                                                                        | Croazia under 21                                                                | 4 – 1                                                                           | Bosnia ed Erzegovina under 21                                                   | Amichevole                                                                      | -                                                                               | 69’                                                                             |
| 15-8-2006                                                                       | Grosseto                                                                        | Italia under 21                                                                 | 0 – 0                                                                           | Croazia under 21                                                                | Amichevole                                                                      | -                                                                               | 71’                                                                             |
| 3-9-2006                                                                        | Sofia                                                                           | Bulgaria under 21                                                               | 2 – 1                                                                           | Croazia under 21                                                                | Qual. Europeo Under-21 2007                                                     | -                                                                               | 65’                                                                             |
| 6-9-2006                                                                        | Fiume                                                                           | Croazia under 21                                                                | 1 – 2                                                                           | Ucraina under 21                                                                | Qual. Europeo Under-21 2007                                                     | -                                                                               |                                                                                 |
| 27-3-2007                                                                       | Zaprešić                                                                        | Croazia under 21                                                                | 5 – 0                                                                           | Slovenia under 21                                                               | Amichevole                                                                      | -                                                                               | 51’                                                                             |
| 22-8-2007                                                                       | Kreševo                                                                         | Bosnia ed Erzegovina under 21                                                   | 3 – 3                                                                           | Croazia under 21                                                                | Amichevole                                                                      | 1                                                                               | 83’                                                                             |
| 8-9-2007                                                                        | Elbasan                                                                         | Albania under 21                                                                | 1 – 0                                                                           | Croazia under 21                                                                | Qual. Europeo Under-21 2009                                                     | -                                                                               | 74’                                                                             |
| 26-3-2008                                                                       | Čakovec                                                                         | Croazia under 21                                                                | 3 – 1                                                                           | Ungheria under 21                                                               | Amichevole                                                                      | -                                                                               | 51’                                                                             |
| Totale                                                                          |                                                                                 | Presenze                                                                        | 9                                                                               |                                                                                 | Reti                                                                            | 1                                                                               |                                                                                 |

| Cronologia completa delle presenze e delle reti in nazionale ― Croazia under 20 | Cronologia completa delle presenze e delle reti in nazionale ― Croazia under 20 | Cronologia completa delle presenze e delle reti in nazionale ― Croazia under 20 | Cronologia completa delle presenze e delle reti in nazionale ― Croazia under 20 | Cronologia completa delle presenze e delle reti in nazionale ― Croazia under 20 | Cronologia completa delle presenze e delle reti in nazionale ― Croazia under 20 | Cronologia completa delle presenze e delle reti in nazionale ― Croazia under 20 | Cronologia completa delle presenze e delle reti in nazionale ― Croazia under 20 |
| Data                                                                            | Città                                                                           | In casa                                                                         | Risultato                                                                       | Ospiti                                                                          | Competizione                                                                    | Reti                                                                            | Note                                                                            |
| ------------------------------------------------------------------------------- | ------------------------------------------------------------------------------- | ------------------------------------------------------------------------------- | ------------------------------------------------------------------------------- | ------------------------------------------------------------------------------- | ------------------------------------------------------------------------------- | ------------------------------------------------------------------------------- | ------------------------------------------------------------------------------- |
| 23-3-2007                                                                       | Zagabria                                                                        | Croazia under 20                                                                | 1 – 0                                                                           | Slovacchia under 20                                                             | Amichevole                                                                      | 1                                                                               |                                                                                 |
| Totale                                                                          |                                                                                 | Presenze                                                                        | 1                                                                               |                                                                                 | Reti                                                                            | 1                                                                               |                                                                                 |

### Record
- Uno dei tre calciatori, insieme a Cristiano Ronaldo e Velibor Vasović, ad aver segnato con due squadre diverse in una finale di UEFA Champions League.

## Palmarès

### Club

#### Competizioni nazionali
- Campionato croato: 3

Dinamo Zagabria: 2007-2008, 2008-2009, 2009-2010
- Coppa di Croazia: 2

Dinamo Zagabria: 2007-2008, 2008-2009
- Supercoppa di Croazia: 4

Dinamo Zagabria: 2007, 2008, 2009, 2010
- Campionato tedesco: 2

Bayern Monaco: 2012-2013, 2013-2014
- Coppa di Germania: 2

Bayern Monaco: 2012-2013, 2013-2014
- Supercoppa di Germania: 1

Bayern Monaco: 2012
- Supercoppa di Spagna: 1

Atlético Madrid: 2014
- Supercoppa italiana: 2

Juventus: 2015, 2018
- Campionato italiano: 4

Juventus: 2015-2016, 2016-2017, 2017-2018, 2018-2019
- Coppa Italia: 3

Juventus: 2015-2016, 2016-2017, 2017-2018

#### Competizioni internazionali
- UEFA Champions League: 1

Bayern Monaco: 2012-2013
- Supercoppa UEFA: 1

Bayern Monaco: 2013
- Coppa del mondo per club: 1

Bayern Monaco: 2013

### Individuale
- Capocannoniere del campionato croato: 1

2008-2009 (16 gol)
- Miglior calciatore del campionato croato: 1

2009
- Capocannoniere dell'Europeo: 1

2012 (3 gol, a pari merito con Mario Balotelli, Mario Gómez, Cristiano Ronaldo, Alan Dzagoev e Fernando Torres)
- Calciatore croato dell'anno: 2

2012, 2013
- Sportivo croato dell'anno: 1

2013
- UEFA Goal of the Season: 1

2016-2017